# Butifarra (sándwich)
La butifarra (o gutifarra, barbarismo casi en desuso) es un sándwich callejero típico de la gastronomía limeña.

## Descripción
La butifarra es un sándwich callejero, o vendido en las sangucherías, y típico de la gastronomía del Perú, concretamente de Lima, a base de un preparado especial de cerdo, llamado localmente jamón del país, con salsa criolla y lechuga dentro de un pan francés o roseta.

## Historia

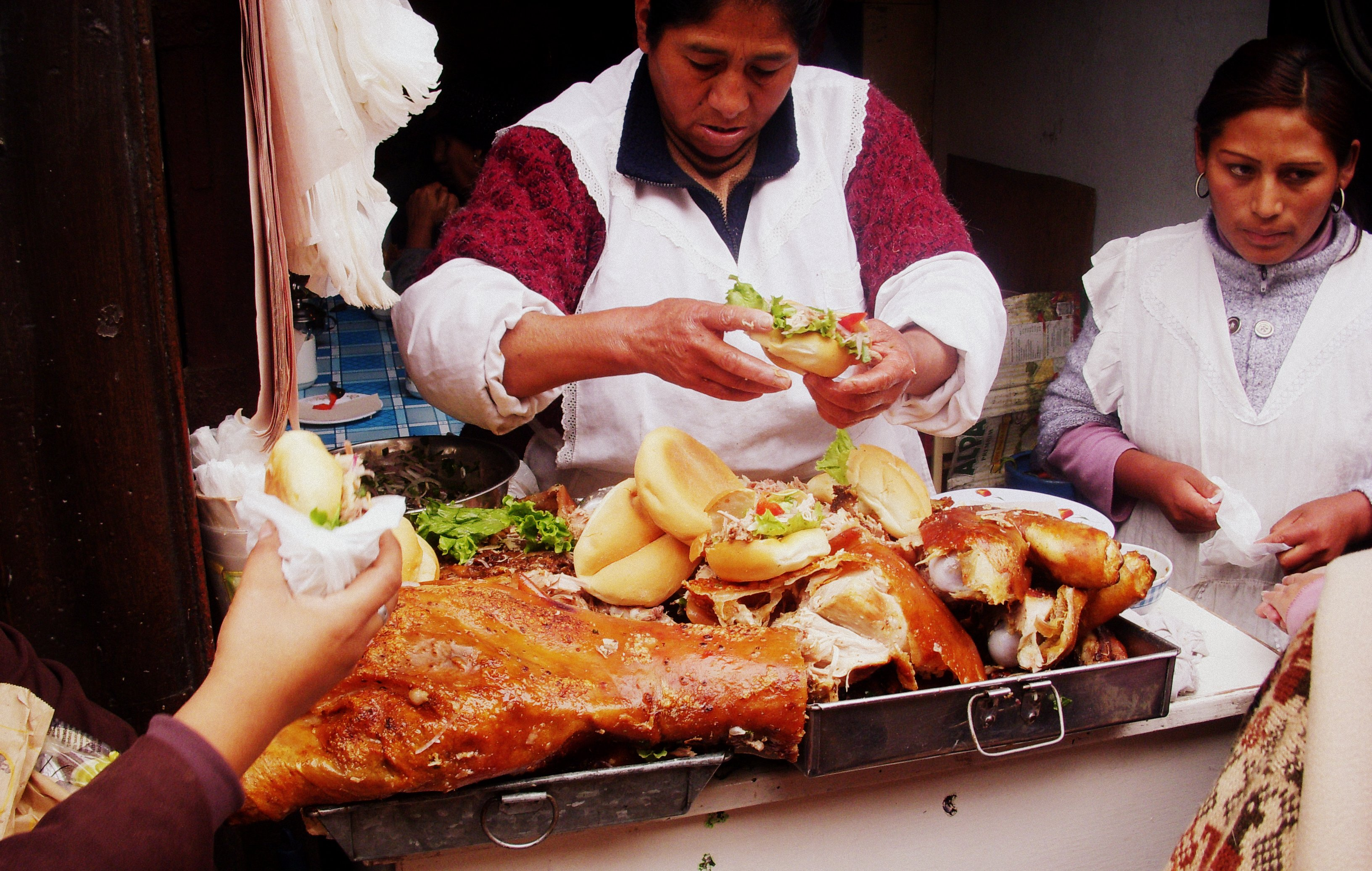
Butifarrera, vendedora de butifarras

Según la cuarta acepción del DRAE de 2017, la butifarra es un «Pan dentro del cual se pone un trozo de jamón y un poco de ensalada».
El término «butifarra» es referido por Juan de Arona en su Diccionario de Peruanismos de 1884, indicando que era vendida en las «chinganas», las corridas de toros y, ocasionalmente, en las calles.

### Butifarrero
El «butifarrero» era quien pregonaba butifarras. A finales del siglo XIX se desplazaba a la salida de la plaza de toros de Acho para ofrecer 'butifarras de gallina'.
A mediados de la década de 1950 este personaje fue desplazado debido al empuje de modas culinarias callejeras, como los hot-dogs. Actualmente los butifarreros venden el sánguche en los espectáculos públicos, concentraciones religiosas, e incluso en las playas.